# Actinopus balcarce
Espèce
Actinopus balcarce est une espèce d'araignées mygalomorphes de la famille des Actinopodidae.

## Distribution
Cette espèce est endémique de la province de Buenos Aires en Argentine,. Elle se rencontre vers Balcarce et Olavarría.

## Description
Le mâle holotype mesure 11,28 mm.
La femelle décrite par Millenpeier, Ferretti et Nicoletta en 2023 mesure 23,38 mm.

## Systématique et taxinomie
Cette espèce a été décrite par Ríos-Tamayo et Goloboff en 2018.

## Étymologie
Son nom d'espèce lui a été donné en référence au lieu de sa découverte, Balcarce.

## Publication originale
- Ríos-Tamayo & Goloboff, 2018 : « Taxonomic revision and morphology of the trapdoor spider genus Actinopus (Mygalomorphae: Actinopodidae) in Argentina. » Bulletin of the American Museum of Natural History, no 419, p. 1-83 (texte intégral).